# Cristo de los Faroles (Córdoba)
El Cristo de los Desagravios y Misericordia, conocido popularmente como el Cristo de los Faroles, es una escultura ubicada en la ciudad de Córdoba y realizada en 1794 por el escultor Juan Navarro León, siendo su promotor el capuchino franciscano Fray Diego José de Cádiz. Se encuentra enclavado en uno de los lugares más tradicionales cordobeses, la plaza de Capuchinos, muy cerca de la Cuesta del Bailío, y su nombre se debe a que se encuentra iluminado por ocho faroles que le rodean y le dan su nombre popular.

## Historia
Antiguamente, la plaza de Capuchinos pertenecía al patio del convento del Santo Ángel (Capuchinos), quedando desamortizado durante varias etapas durante el siglo XIX, entre otras cosas, por ser lugar de tránsito entre dos barrios muy populares de Córdoba. Además, la plaza mantiene su empedrado original.
El promotor de la obra fue el capuchino fray Diego José de Cádiz, mientras que fue financiada por los marqueses de Ariza y otros donantes. El conjunto fue realizado por el escultor cordobés Juan Navarro León, quien utilizó mármol blanco para la estatua de Cristo y negro para la cruz, además de añadirle sus característicos ocho faroles. La cruz se erige sobre dos prismas octogonales que a su vez descansan sobre un basamento de piedra.
Posterior es la instalación de las verjas, siendo costeadas por un vecino anónimo el 1 de marzo de 1924, emulando otros triunfos religiosos como el Triunfo de San Rafael de la Puerta del Puente. El alcalde de la época, José Cruz-Conde, tras hablar con la Comisión de Monumentos de Córdoba, solicitó la retirada de la verja. El asunto llegó hasta Madrid, donde Ricardo de Montis no solo defendió la estructura, sino que instó a que se cambiaran las lámparas de aceite por otras eléctricas. Los faroles fueron sustituidos por otros más hoscos en el año 1984, mientras que todo el conjunto tuvo una importante restauración en 2015.
En el pedestal está grabado el salmo Miserere, mientras que en la cruz se puede observar un verso de la Biblia escrito en latín, cuya traducción al castellano sería "Y la roca era Cristo".

PETRA AUTEM ERAT CHRISTUS

1 COR. 10.4
Primera epístola a los corintios, 10:4

## Rodajes
- Carceleras, dirigida por José Buchs en 1922, una de las filmografías españolas más antiguas.[7]
- Brindis a Manolete, dirigida por Florián Rey en 1948.
- El Cristo de los Faroles, dirigido por Gonzalo Delgrás en 1958, donde Antonio Molina interpretaba una copla que fue base para la banda sonora de la película.[8]
- Yo soy esa, dirigida por Luis Sanz en 1990 y protagonizada por Isabel Pantoja y José Coronado.[9]
- Callas Forever, dirigida por el prestigioso director italiano Franco Zeffirelli en 2002.[10]

## Semana Santa
La plaza de Capuchinos es el lugar de culto predilecto de Córdoba, ya que amén del Cristo de los Faroles, existen cuatro tallas importantísimas que se procesionan en la Semana Santa. Estas tallas pertenecen a la Hermandad de la Paz y Esperanza y a la Hermandad de los Dolores. De hecho, el Cristo de la Clemencia, realizado por Amadeo Ruiz Olmos, de la Hermandad de los Dolores, procesiona con mucha similitud al Cristo de los Faroles. Varios momentos clave tiene la plaza para verla en su esplendor, al atardecer; el Martes Santo, con la cofradía de La Sangre, el Miércoles Santo con la cofradía de La Paz, y el Viernes Santo con la de Los Dolores, también en los viacrucis de dichas hermandades. En el año 2005 se estrenó una marcha procesional realizada por el sevillano Miguel Ángel Font, y regalada a los hermanos costaleros del Cristo de la Humildad y Paciencia de la Hermandad de la Paz.

### Individuales
1. ↑  www.legadoandalusi.es Archivado el 27 de septiembre de 2007 en Wayback Machine. - Ficha del Cristo de los Faroles.
2. ↑  «Plaza de Capuchinos, Córdoba - Cristo de los Faroles». ArtenCórdoba Visitas Guiadas. Consultado el 8 de octubre de 2018.
3. ↑  «Cristo de los Faroles y la Plaza de Capuchinos - Córdoba | VerCórdoba». Consultado el 12 de agosto de 2019.
4. ↑  «Cristo de los Faroles de Córdoba». Qué ver en Córdoba. Consultado el 30 de septiembre de 2019.
5. ↑  «La curiosa historia de la reja del Cristo de los Faroles de Córdoba». sevilla. 29 de mayo de 2019. Consultado el 12 de agosto de 2019.
6. ↑  «El 'nuevo' Cristo de los Faroles». ELMUNDO. 29 de marzo de 2015. Consultado el 12 de agosto de 2019.
7. ↑  Esteban, José María Claver (2012). Luces y rejas: estereotipos andaluces en el cine costumbrista español (1896-1939). Centro de Estudios Andaluces. ISBN 9788493992644. Consultado el 12 de agosto de 2019.
8. ↑  «El cristo de los faroles». La Vanguardia. Archivado desde el original el 12 de agosto de 2019. Consultado el 12 de agosto de 2019.
9. ↑  «Películas y series rodadas en la provincia de Córdoba. De Pedro Almodóvar a Juego de Tronos». 4 de diciembre de 2020. Consultado el 8 de enero de 2021.
10. ↑  «Plaza de Capuchinos y Cristo de los Faroles, Córdoba». Andalucía Destino de Cine. 23 de agosto de 2018. Consultado el 7 de noviembre de 2019.